# Психея (группа)
«Психея» — российская рок-группа, играющая в жанре альтернативного метала. Основана в 1995 году в городе Кургане.

## История группы
«Психея» была основана в Кургане Дмитрием Порубовым (Фео). Группа была образована в 1995 году, в 1998 году была выпущена демозапись «С.C.O.K.». Добившись некоторой популярности в Сибири и на Урале благодаря участию в фестивалях, в 2000 году группа переехала в Санкт-Петербург.
Выступая на клубной сцене города, «Психея» была замеченной поклонниками альтернативной музыки, музыкальная пресса положительно отзывалась о группе. «Психея» играла концерты каждую неделю. Постоянные выступления в качестве разогревающей группы позволили «Психее» получить опыт работы на большой сцене.
Вскоре был выпущен альбом «Герой поколения бархат». Альбом вызвал массу противоречивых отзывов. Но, «то, что не может нас угробить, делает нас сильнее». Группа прошла через это непонимание и вышла полностью заматеревшей, её уже было не остановить. Вслед за этим в 2002 году был издан один из ключевых для российской альтернативной сцены альбом «Каждую секунду пространства». Это пластинка «про очень молодых парней на грани нервного срыва. Они родились в конце XX века и любят пистолеты. Только пистолеты им никто не даёт».
Через короткое время на петербургской клубной арене насчитывалось два десятка успешных коллективов, исполняющих, подобно «Психее», новоявленную «альтернативу» — «мелодии и ритмы пубертатного периода».
К середине 2000-х «Психея» стала одним из лидеров российской альтернативной сцены, без ротаций на «Нашем радио» и прочих форматных процедур. В 2005 году группа получила премию RAMP в номинации «Концерт года» от телеканала A-One, при том, что выступление на церемонии самой «Психеи» было в последний момент отменено, и получая статуэтку победителей, Фео заметил «отмена нашего выступления здесь чётко характеризует состояние альтернативной музыкальной среды в этой стране».
Группа неоднократно имела проблемы с правоохранительными органами из-за песни «Убей мента». В частности, в 2007 году после её исполнения на рок-фестивале «Эммаус» Фео был задержан милицией:
Меня куда-то повели и нашёптывали на ухо: «Это был твой последний концерт, сейчас мы тебе весь пирсинг выдерем». А я носом по траве как пчела летел и думал, что я могу им объяснить? Видимо, ничего.Дмитрий Порубов
Композиция «Убей мента» решением Дорогомиловского районного суда Москвы от 13 сентября 2010 года была признана экстремистской и внесена в Федеральный список экстремистских материалов. В октябре 2010 года было остановлено выступление группы в Екатеринбурге: милиция разогнала концерт после песни «Убей мента» по причине того, что «это не концерт, а несанкционированный митинг, призывающий к экстремистским действиям». Однако, позднее пресс-служба ГУВД города опровергла эту информацию, заявив, что милиция просто проводила рейд по досуговым учреждениям, с целью выявления несовершеннолетних, находящихся в алкогольном или наркотическом опьянении. Именно из-за этой песни в России был заблокирован сайт last.fm.
В творчестве группы одно из центральных мест занимает тема поиска любви, одиночества и боли.
Музыкальные критики называют «Психею» «флагманом отечественной альтернативной сцены», «культовой» группой, самобытность которой «не оставляет сомнений в том, с кого началась „четвёртая волна рок-музыки России“».
«Психея» выступала совместно с «Korn», «Soulfly», «Rammstein», «Therapy?» и ещё «несколькими менее известными командами».
В 2012 году «Психея» организовала пятый «Смерть фест». В марте он прошёл в Санкт-Петербурге.
В августе 2013 года группа объявила о начале сбора средств на съёмки клипа на песню «Между молотом и наковальней» с готовящегося к выходу альбома «Оттенки любви». Также группа объявила, что песня «Между молотом и наковальней» станет синглом с готовящегося альбома и будет выпущена ограниченным тиражом на CD. Для издания сингла «Между молотом и наковальней» была организована компания по сбору денежных средств на https://planeta.ru/ Было собрано 361 343 рублей. Клип был выпущен в июле 2015 года.
21 апреля 2014 альбом «Оттенки любви» был выложен в сеть.
В конце 2018 года коллектив выпустил новый сингл под названием «Самый плохой». В апреле 2019 на композицию был выпущен видеоклип. 13 июня 2019 года «Психея» прередставила сингл, записанный совместно с киевской панк-группой «Метель». Песня получила название «Здесьисейчанск / Зомбия». 7 августа на этот сингл вышел видеоклип. В июне 2019 был анонсирован ограниченный тираж lathe cut пластинок с синглом «Самый плохой». 25 июня группа отыграла совместный концерт в Москве с американской пост-хардкор группой Glassjaw. 10 сентября был выпущен трибьют-альбом, посвящённый 55-летию со дня рождения Егора Летова под названием «Без меня», в котором группа приняла участие.
17 апреля 2020 года состоялся релиз альбома «Шоковая терапия» супер-группы Порубова и Алексея Никонова под названием «ШТЫКНОЖ».
28 мая 2021 года группа выпустила альбом «Видения», состоящий из 10 песен. В записи альбома приняли участие пианист Александр Улаев и скрипач Леонид Шелухин. Презентация альбома прошла 4 июня в Москве и 11 июня в Санкт-Петербурге.

## Состав

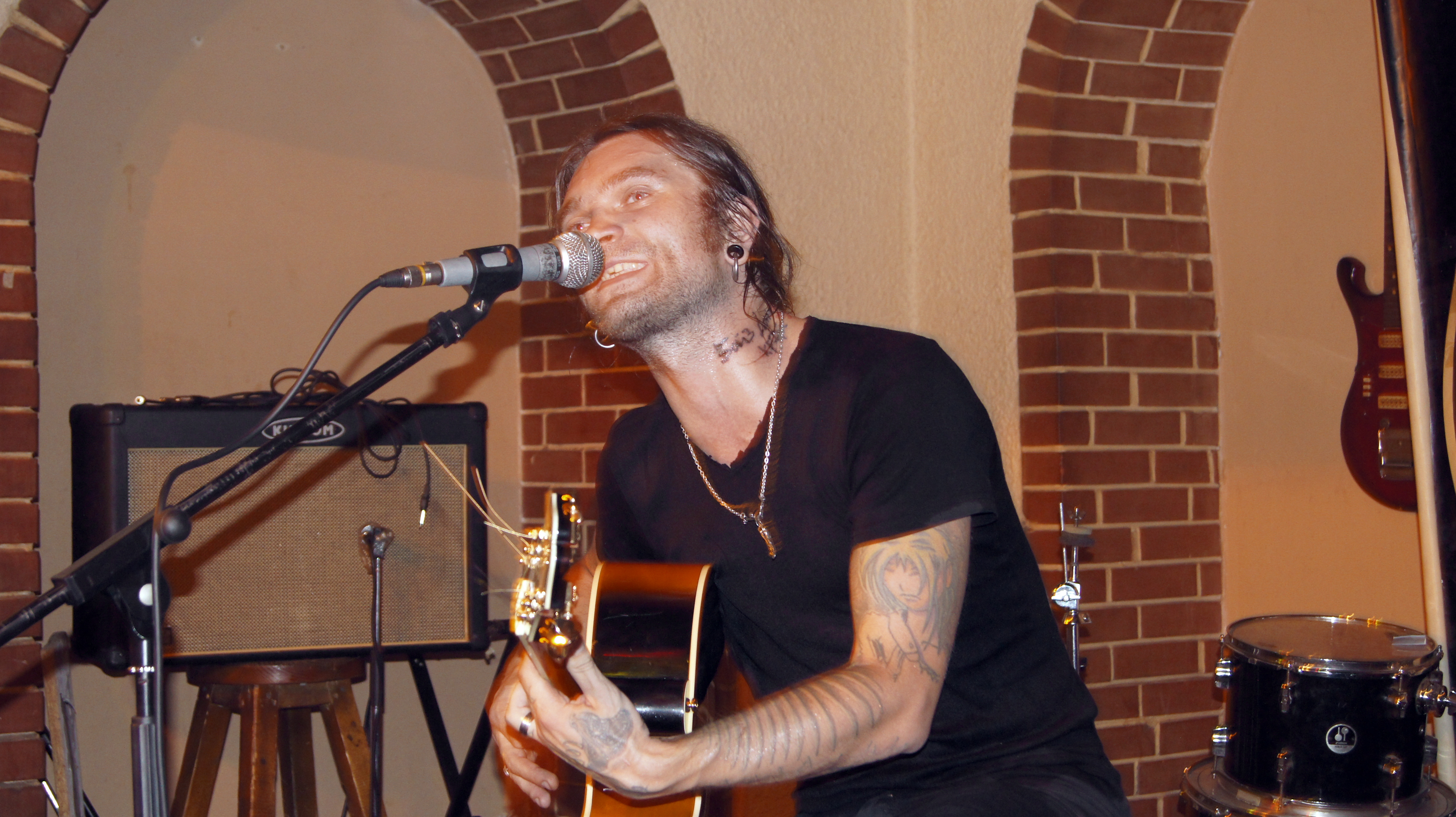
Фео на концерте в Самаре в 2011 году

- Дмитрий Порубов (Фео) — гитара, вокал (с 1995)
- Андрей Зырянов (Az) — бас-гитара (1998—1999), вокал, речитатив, перкуссия (2000—настоящее время), вокал, семплы, электроника (с 2007)
- Евгений Лурье (ДЖ Женя) — скрэтчинг (2003—2017, с 2018)
- Сергей Егоров — ударные (с 2018)
- Алексей Васяев (Бамс) — бас-гитара, гитара (с 2020)
- Вячеслав Кочарин — гитара (2009—2019, с 2023)

### Бывшие участники
- Андрей Ефимов — бас (1996—1998)
- Анатолий Качарин — ударные (1996—1998)
- Алексей Кинерейш (Лёфик) — ударные (1998—2001)
- Игорь Статных (Кита) — семплы, программирование (1998—2007), организация концертов, звукорежиссура (2011—2017), бас (2019—2020)
- Андрей Оплетаев (Слесарь) — бас (1999—2019)
- Александр Яковлев (Ворон) — работник сцены (2000—2008)
- Вячеслав Галашин (Славон) — ударные (2001—2018)
- Максим Исаев — электронная перкуссия (2015—2017), ударные (2018)

## Дискография

### Номерные альбомы
- Герой поколения бархат (2001)
- Каждую секунду пространства (2002)
- Психея (2004)
- ПесниТрущобНадеждыРазбитыхСердец часть 1 — Дневники одиночки (2009)
- ПесниТрущобНадеждыРазбитыхСердец часть 2 — Оттенки любви (2014)
- Видения (2021)
- Киберакустика. Том I, II (2025)

### Концертные альбомы
- С. С. О. К. (концерт в клубе «Полигон») (2000)
- Людям планеты… (2003)
- Х лет против(2007)

### EP
- Бойся видя… (1999)
- Шлюха (EP) (2006)
- Другие (Везде чужие) (EP) (2024)

### Синглы
- «Навсегда» (2005)
- «Мишень» (2009)
- «Учи меня» (2010)
- «Вор» (2014)
- «Самый плохой» (2018)
- «Здесьисейчанск / Зомбия» (13.06.2019, Используй Мозг Рекордс)
- «На х** (Гражданская Оборона cover)» (2019)
- «Земля, кто я? („Колибри“ трибьют)» (2023)

### Прочие
- С. С. О. К. (демо-альбом) (1998)
- La Romantique Collection (альбом ремиксов на лучшие романтические песни группы) (2005)
- 10 Years of Greatest Shits (альбом «лучших» треков, перезаписанных группой) (2007)
- Психея (20th Anniversary Remixes) (2024)
- Киберакустика. Том I, II (2025)

### DVD
- Людям планеты... (Live) (2003)
- X лет против (Live) (2007)

### Видеоклипы
- Бойся видя (1999)
- Аппликация (1999)
- Он не придёт (2001)
- Мой Маленький Мир (2001)
- Сид Spears (2002)
- Бесконечный стук шагов (2003)
- Революция себя (2003)
- Лезвием сердца (2004)
- Убей мента (2005)
- Навсегда (2005)
- Мишень (2009)
- Наблюдатель за наблюдателями (2010)
- Учи меня (2011)
- Вор (2015)
- Между молотом и наковальней (2015)
- Реальная жизнь (2016)
- Самый плохой (2019)
- Здесьисейчанск / Зомбия (2019)
- На х** (Гражданская Оборона cover) (2020)
- Имя (2021)
- Небеса (2021)
- Расцвет (свободный и дикий) (2022)